# Kimiko Douglass-Ishizaka

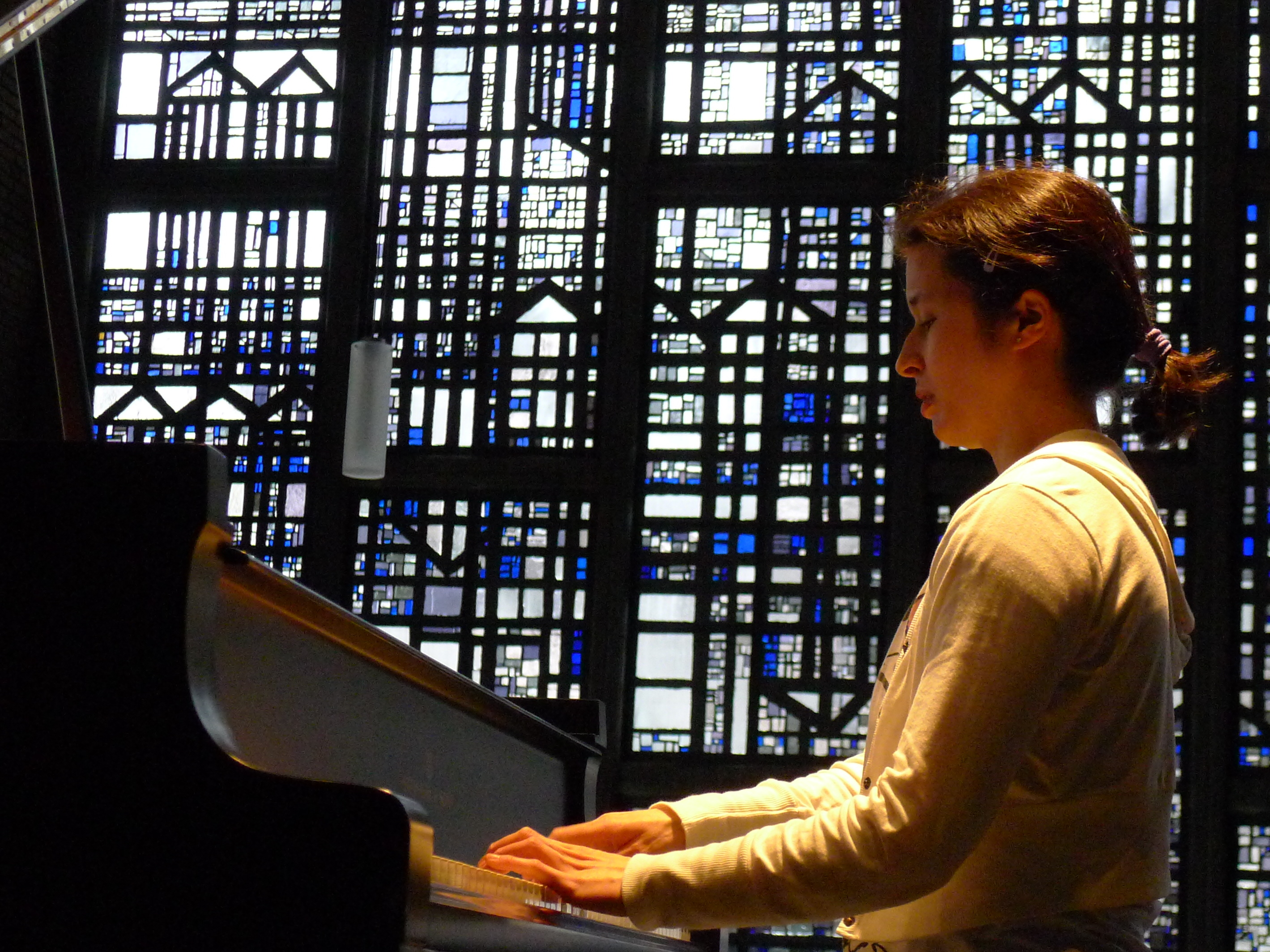
Kimiko tocando en la Trinitatis Kirche de Bonn.

Kimiko Douglass-Ishizaka (Bonn, Alemania, 4 de diciembre de 1976) es una pianista germano-japonesa, que también practicó la halterofilia.

## Carrera musical
Kimiko Ishizaka empezó a tocar el piano a la edad de cuatro años. Se graduó en la Hochschule für Musik de Colonia. 
Formó parte del Trio Ishizaka durante 16 años con sus hermanos Kiyondo Danjulo y Ishizaka. En 1998 Ishizaka ganó con sus hermanos el concurso "Deutsche Musikwettbewerb" (Concurso de Música de Alemania).
Como pianista solista ha dado conciertos por Europa, América del Norte y Japón, habiendo actuado con la Orquesta Beethoven y la Klassische Philharmonie de Bonn, así como con la Jackson Symphony Orchestra de Michigan.

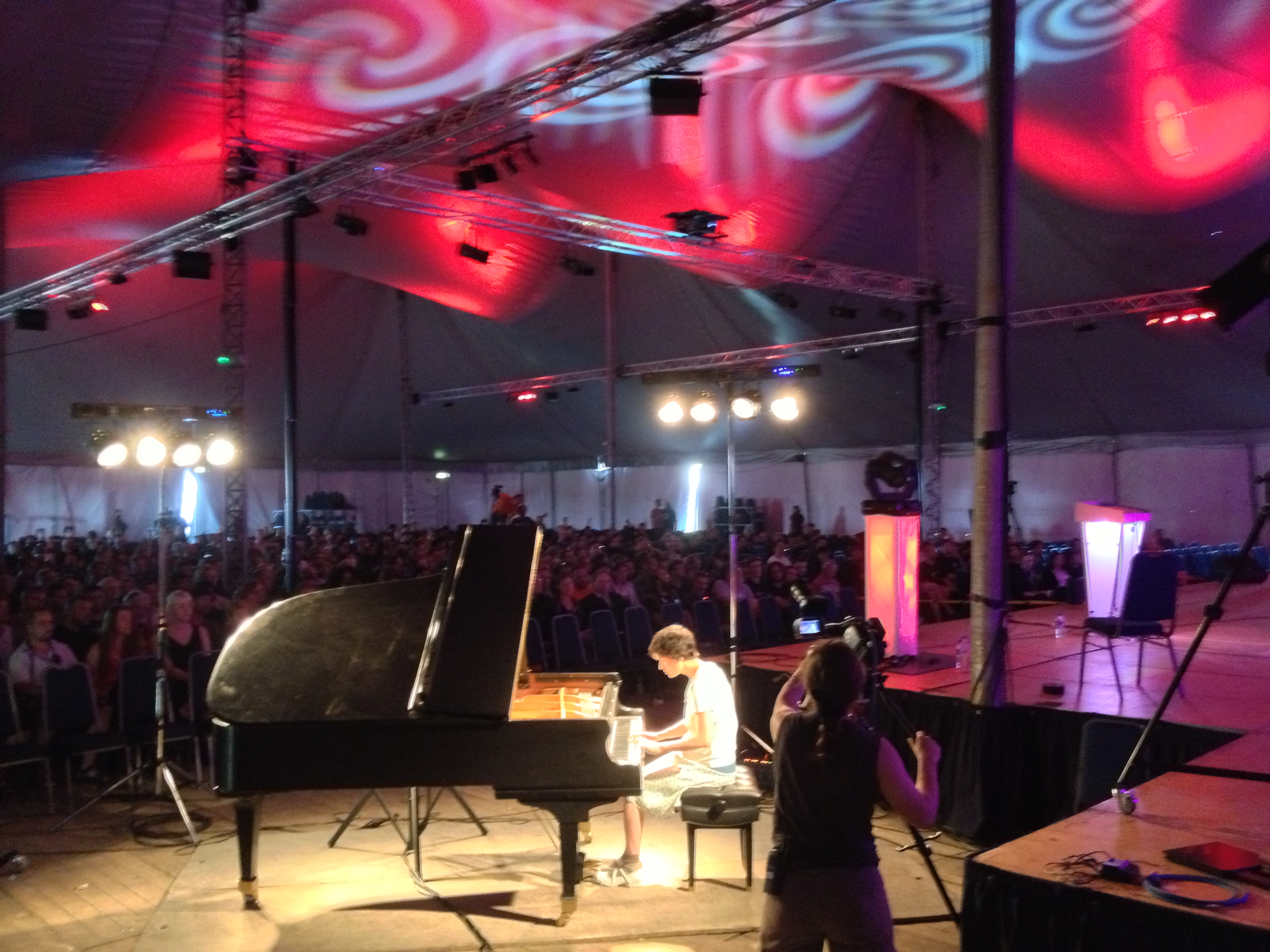
Kimiko Ishizaka tocando en el Festival O.H.M. en Holanda, 2013.

Se casó con el informático Robert Douglass con el que puso en marcha el proyecto Open Goldberg Variations, financiado con la plataforma de micromecenazgo Kickstarter y patrocinado por el fabricante de pianos Bösendorfer El proyecto permitió la grabación de su interpretación de las Variaciones Goldberg  de Bach. Tanto la grabación como la nueva edición de la partitura fueron publicadas en dominio público con licencia Creative Commons en mayo de 2012.

«La interpretación de Ishizaka se caracteriza por su directa musicalidad, un aplomo técnico inmaculado y una cálida y bellamente modulada sonoridad. El contrapunto pasa adelante y atrás entre las manos de una forma conversacional y juiciosamente equilibrada, mientras un fuerte impulso lírico inspira los rápidos cruces de manos en los pasajes de bravura.»

En noviembre de 2013 Douglass-Ishizaka y el equipo del Open Goldberg Project promovieron mediante micromecenazgo la grabación de El clave bien temperado de Bach. Esta nueva grabación también fue puesta en dominio público mediante licencia Creative Commons en marzo de 2015 en la página web welltempededclavier.org.
Donald Rosenberg escribió para la revista Gramophone que «ella escala su Bach a las necesidades rítmicas, estructurales y sonoras de la música, sin utilizar el pedal tonal del piano».
Una crítica de James Oestreich, para The New York Times, describe a  Ishizaka como una «intérprete bachiana dotada y obviamente dedicada» y cuenta que «interpretó los 24 preludios y fugas del Libro 1 de memoria y sin fallo relevante».
En abril de 2015, Ishizaka promovió otro proyecto de micromecenazgo para financiar la grabación de los 24 preludios de Chopin en un piano Pleyel de 1842. Como en anteriores ocasiones, las grabaciones quedarán disponibles bajo licencia Creative Commons.
Ishizaka debutó como compositora el 19 de marzo de 2016, con su interpretación de El arte de la fuga de Bach, con su propia versión del final de la fuga final.

## Halterofilia

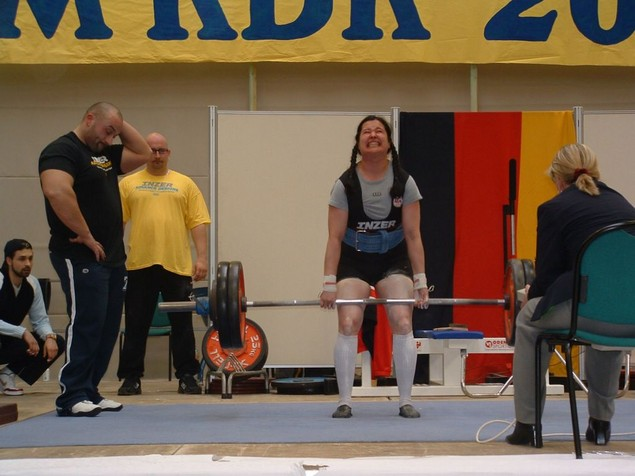
Kimiko levantando en peso muerto.

Ishizaka quedó en 2005 tercera en la categoría de menos de 82 kg. placed en los campeonatos de Alemania de levantamiento de potencia, una modalidad de halterofilia. En 2006 quedó segunda en las modalidades de press de banca, sentadilla y peso muerto.
Ishizaka ha ganado tres medallas en los campeonatos alemanes de halterofilia de 2008.
En primavera de 2008 quedó en quinta posición en el Grand Prix femenino ELEIKO celebrado en Niederöblarn, Austria en la categoría de 63 kg.

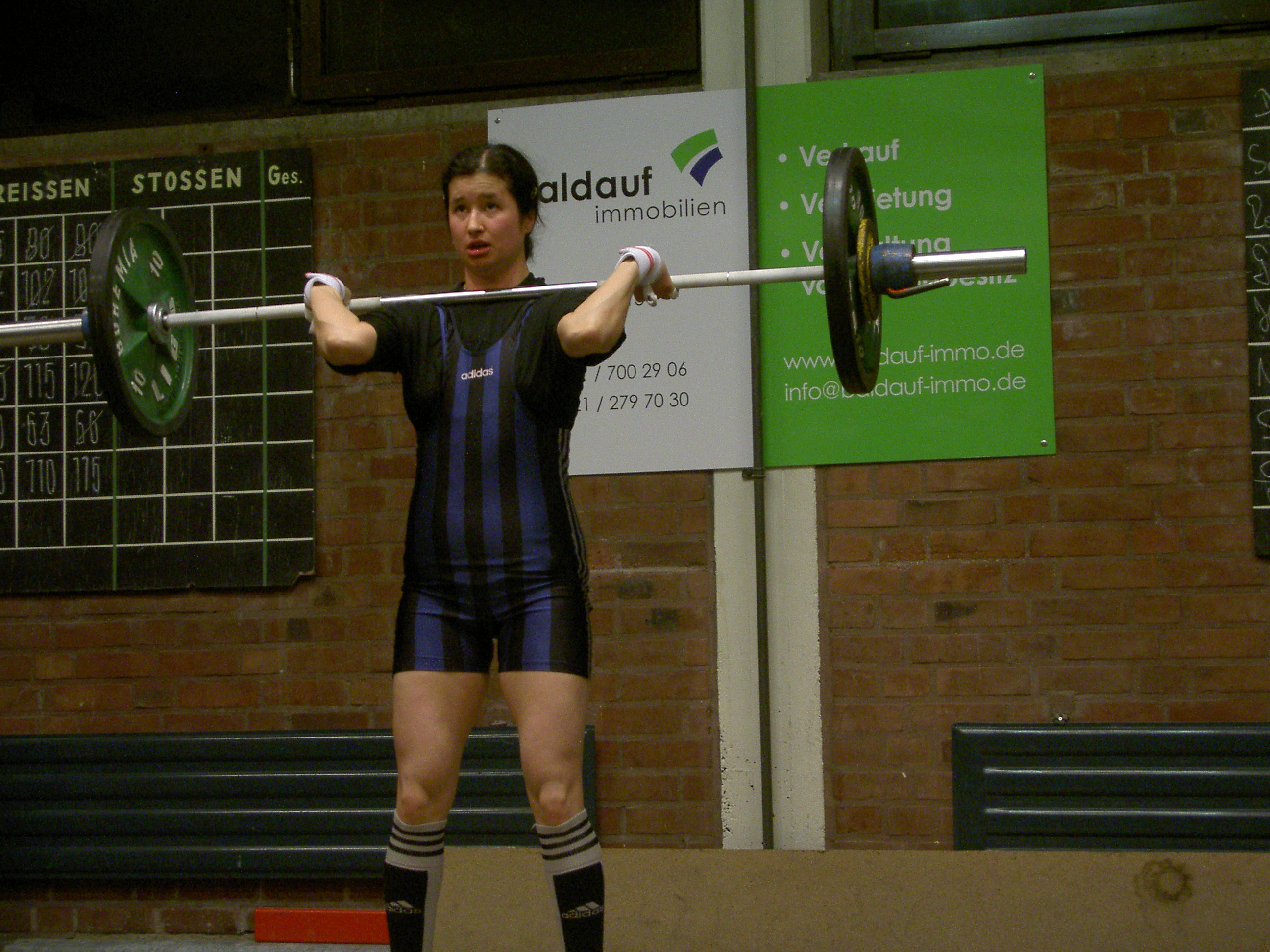
Kimiko Ishizaka levantando en dos tiempos.